# سورن (سيارة)
سمند سورن هي سيارة إيرانية من نوع سيدان تأتي من علامة سمند والمنتجة من قِبَل شركة إيران خودرو. تم تزويد هذه السيارة بمحرك مزود بالشاحن التوربيني. السيارة مجهزة بنظام الوسائدة الهوائية مع استضافة بعض سمات الأمان كأحزمة أمان ذات تكنولوجيا متقدمة. بالإضافة إلى  ناقل حركة أوتوماتيكي، نظام التموضع العالمي. صُدرت إلى عدة دول مثل تركيا وروسيا وسوريا والعراق ومصر والدول المطلة على الخليج العربي وأسواق ودول أخرى.

## المواصفات
التصاميم الداخلية الجديدة للسيارة فيها اللوحة الأمامية والكونسول وبطانة الأبواب واستخدام نظام التكييف الأوتوماتيكي الذي من أهم ميزاته التحكم في كمية الهواء الخارج من السيارة والمتحكم في درجة الحرارة داخل مقصورة السيارة وإزالة البخار والجليد في الشتاء ولذلك تم تصميم قنوات الهواء. وتزويدها بالوسادة الهوائية للسائق والراكب الأمامي والتصميم الجديد للمقاعد الأمامية والخلفية واستخدام نظام التمديد الكهربائي المدمج (مالتي بلكس).

## الإنتاج
أعلن المدير التنفيذي لشركة (إيران خودرو تبريز) عن الإنتاج لثلاث سيارات هي سورن، وسورن المزودة بالشاحن التوربيني وسمند إل إكس في العام 2018م في هذه الشركة.

## إهداء سيارة سورن من علامة سمند إلى رئيس الوزراء اللبناني
تم إهداء سيارة سورن إلى رئيس الحكومة اللبنانية سعد الحريري خلال زيارته لطهران، لتبقى ذكرى ورمزاً للتعاون الحديث بين إيران ولبنان في مجال صناعة السيارات. وأفادت وكالة مهر للأنباء ان رئيس الوزراء  زار شركة إيران خودرو الإيرانية لصناعة السيارات، وأعتَبرَ الحريري خلال هذه الزيارة ان الإنجازات الصناعية لهذه الشركة مدعاة فخر للعالم الإسلامي وقال «سندرس سبل تنمية التعاون بين البلدين في مجال صناعة السيارات».

## معرض الصور

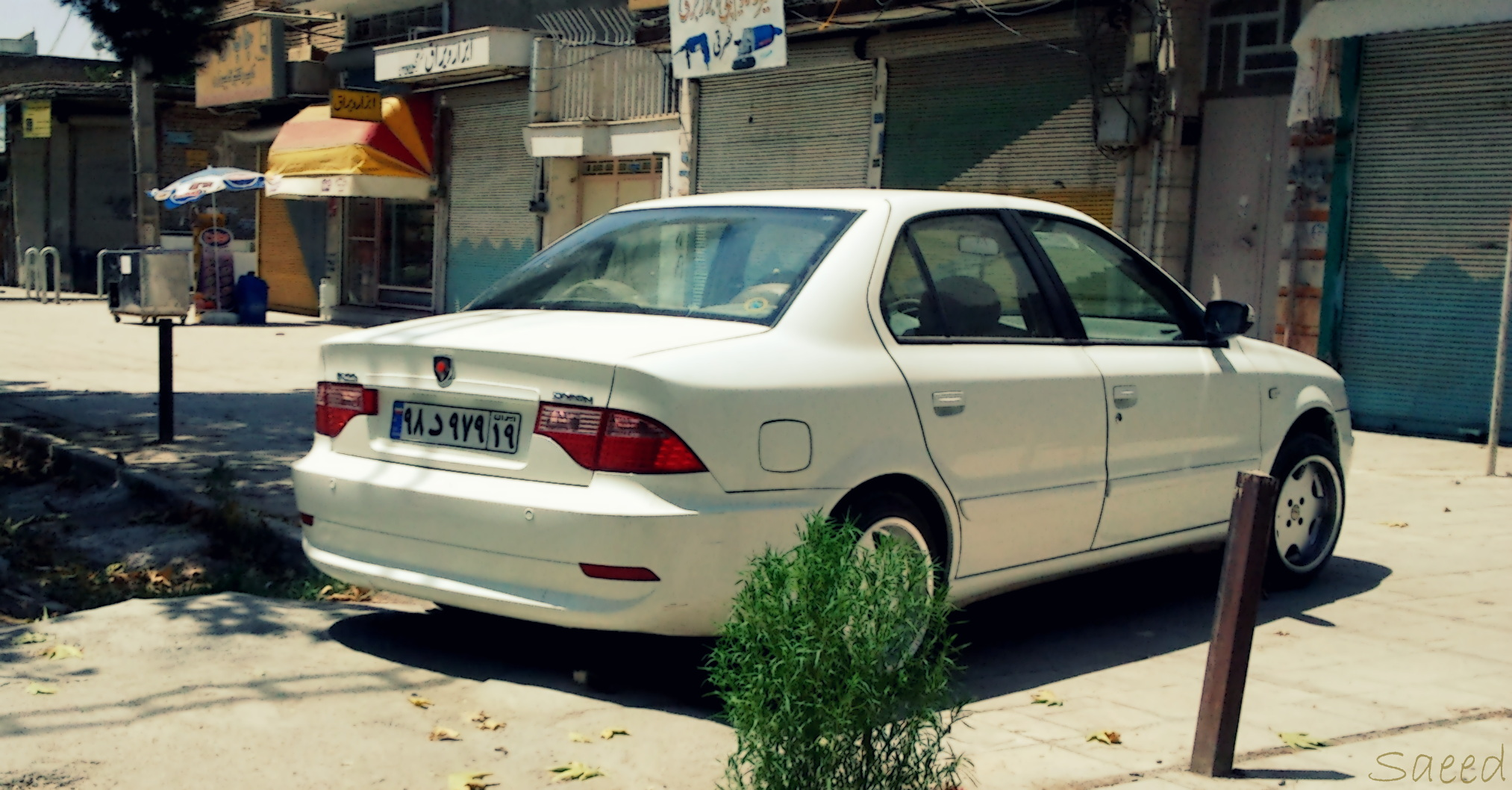
سيارة سورن في محافظة كرمانشاه
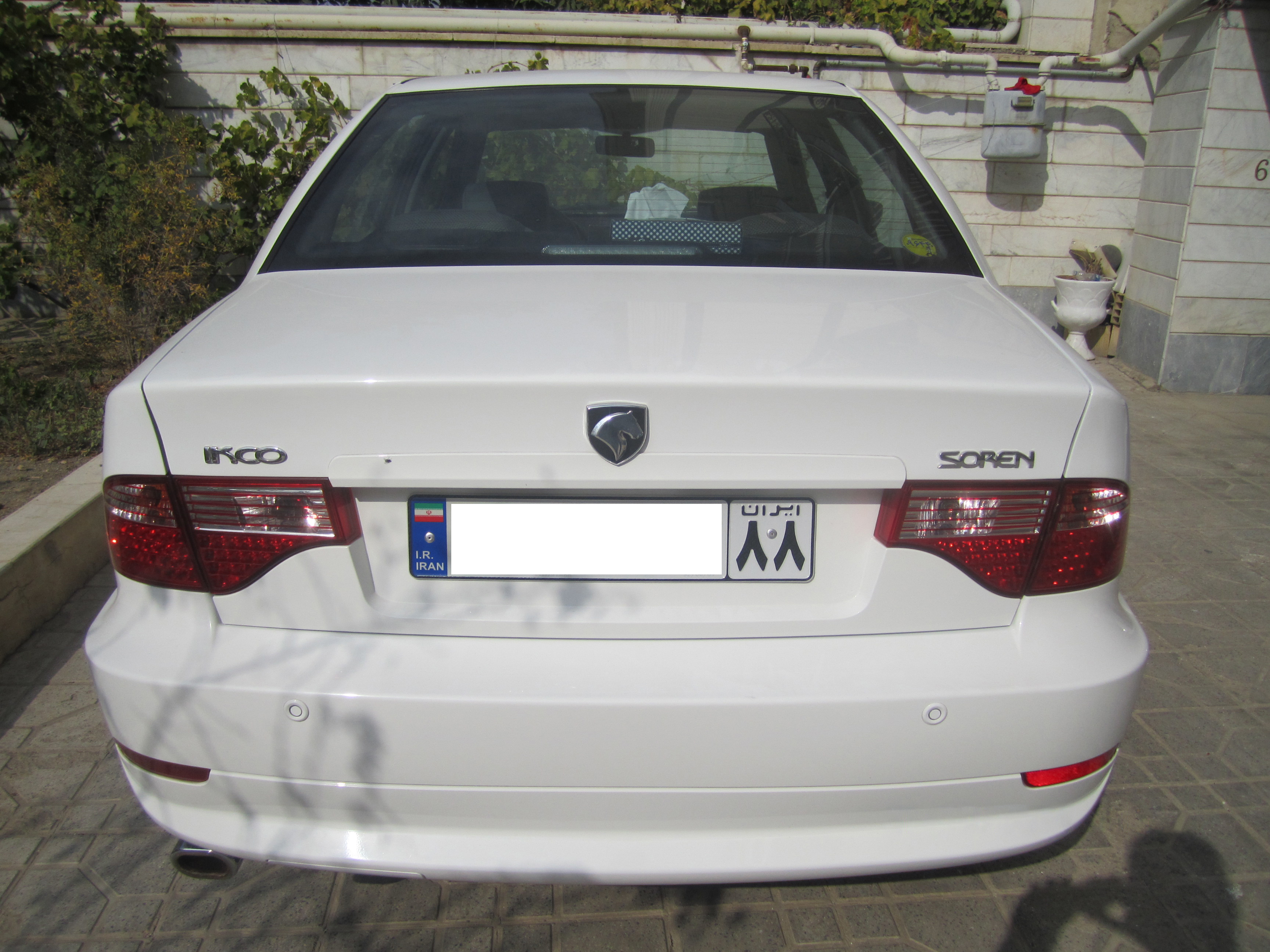
سورن
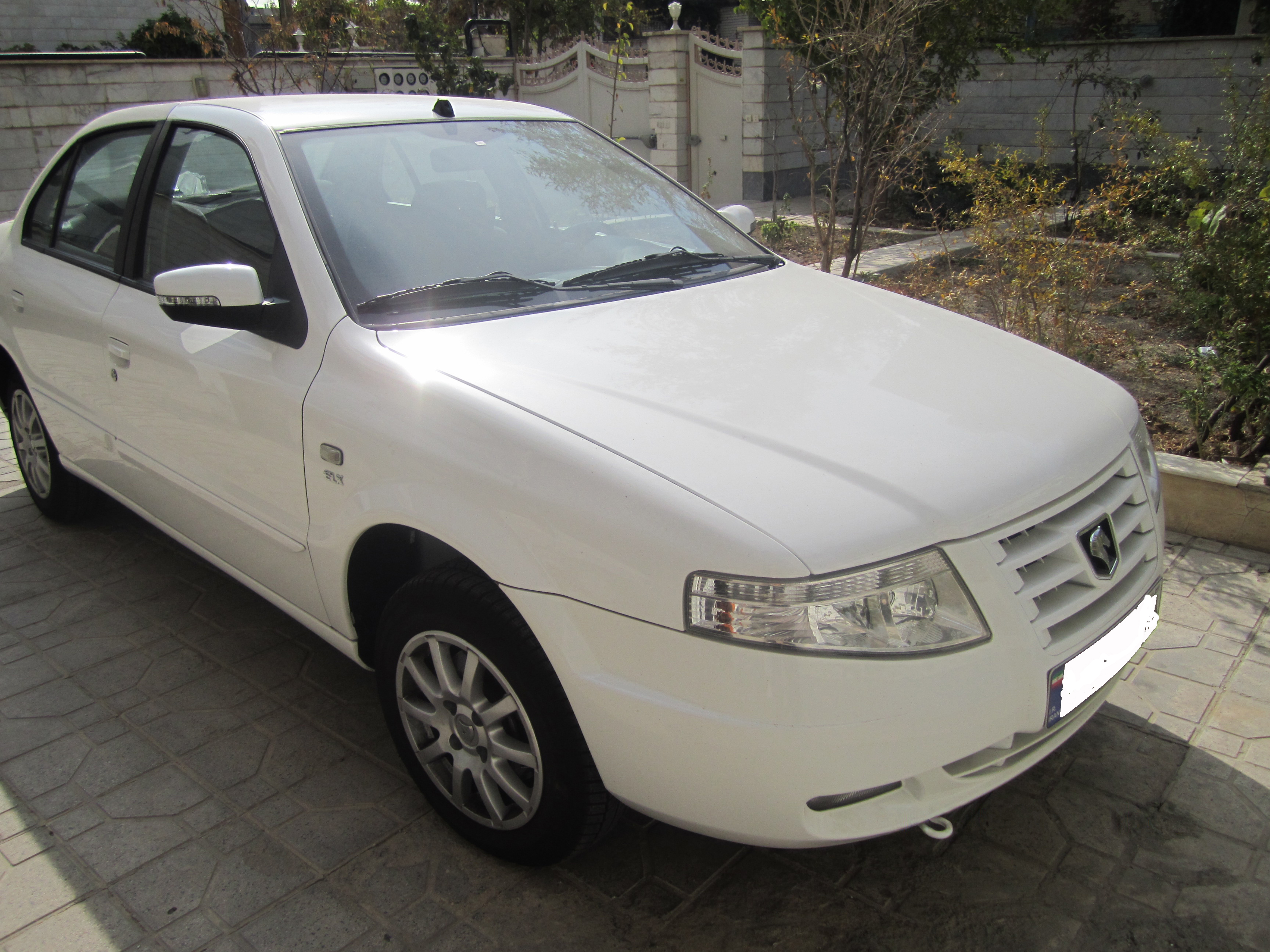
سيارة سورن
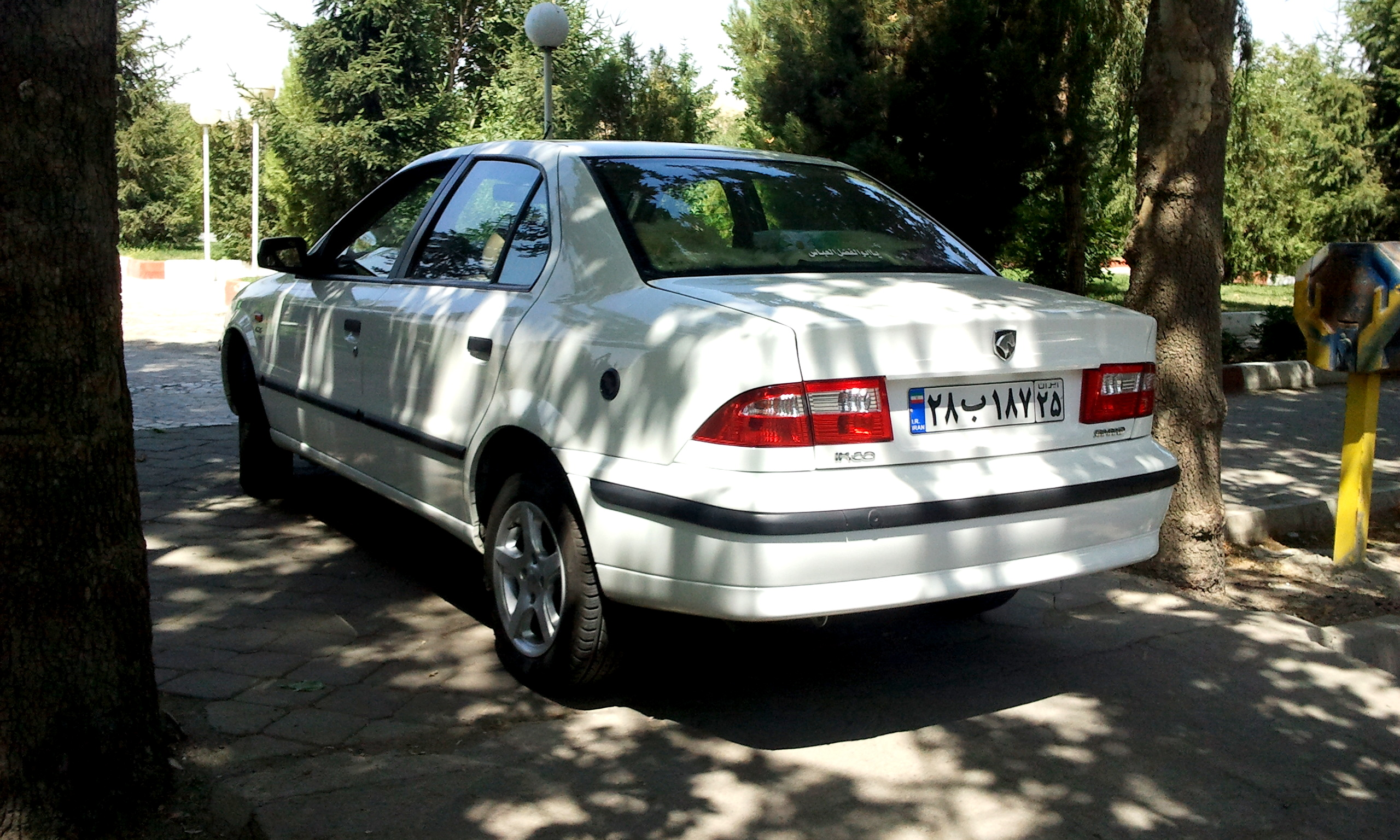
سورن، من علامة سمند
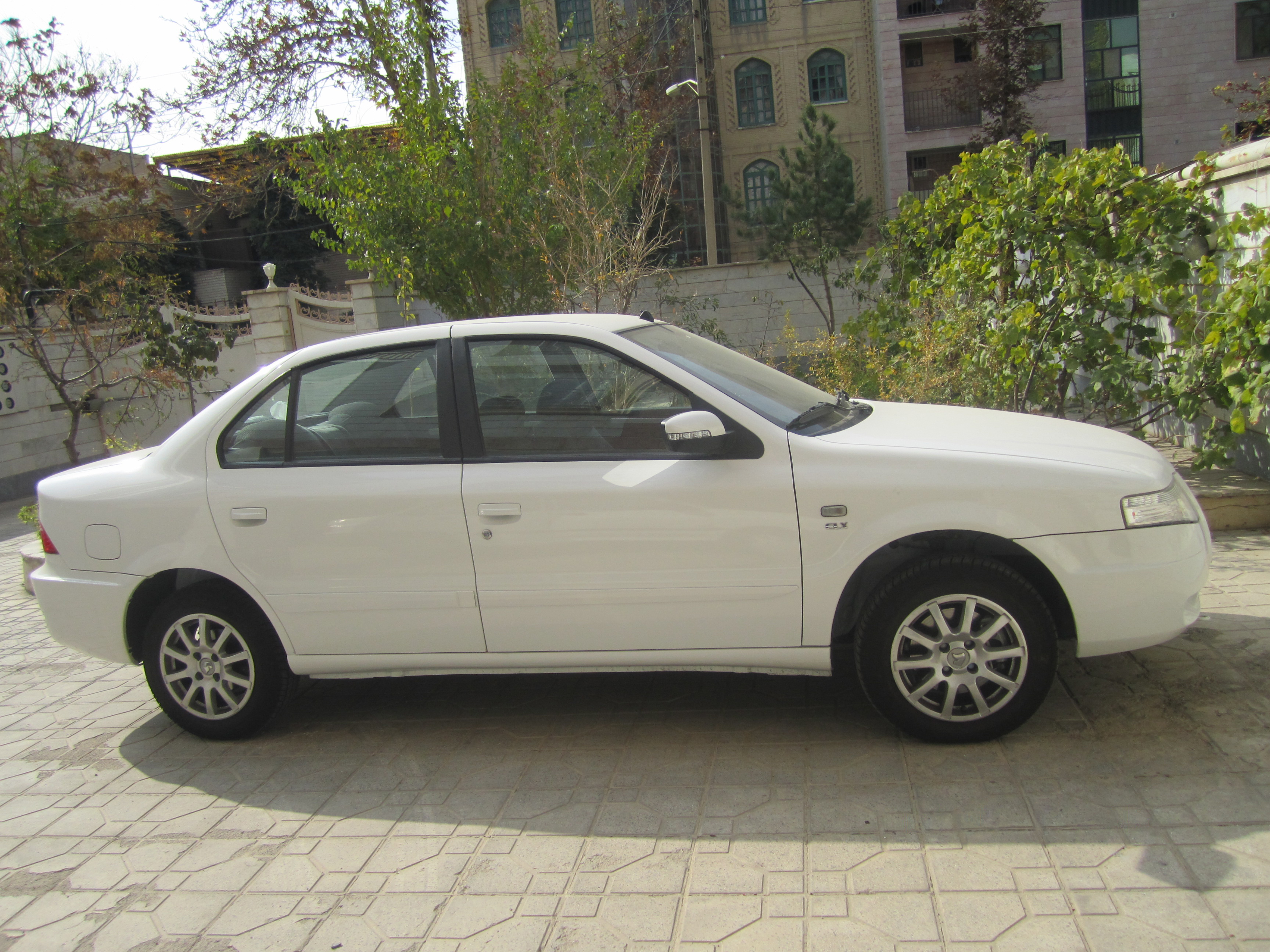
سيارة سورنن
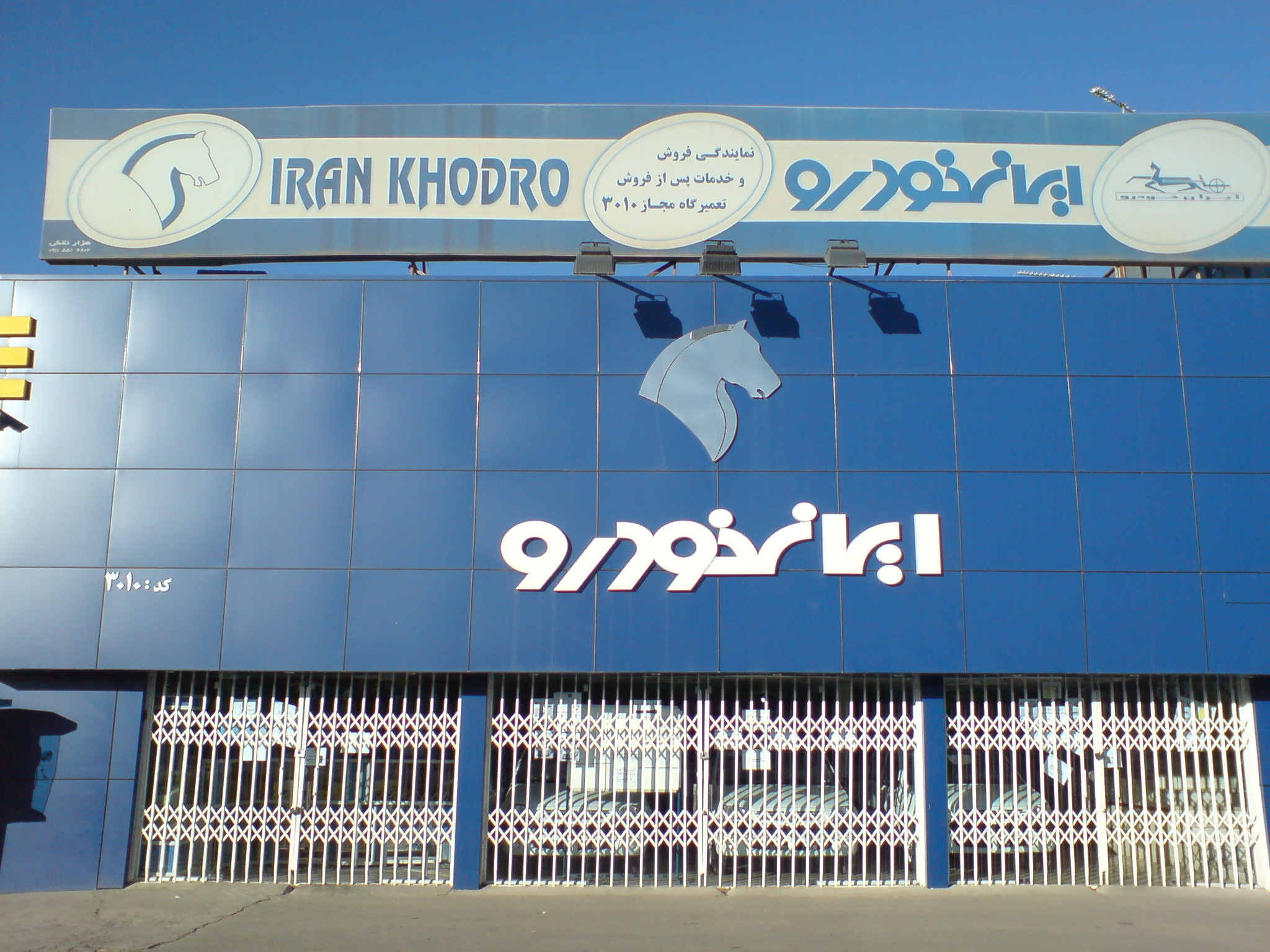
شركة إيران خودرو، الشركة الصانعة والمنتجة لسيارة سورن